# Grammatica catalana
Il seguente articolo illustra i lineamenti della grammatica catalana e alcuni vocaboli base.

## Articolo e genere

### Articolo determinativo e indeterminativo
L'articolo determinativo si accorda in genere e numero al nome a cui si riferisce.
- Al maschile è el, a meno che il vocabolo inizi per vocale e per H muta: in tal caso, si riduce in l', come in francese e italiano. Al plurale, diventa els.
- Al femminile è la, a meno che il vocabolo inizi per vocale e H muta: in tal caso, si  riduce in l', come in francese e italiano. Il genere è dunque disambiguato dalla parola stessa. Al plurale, diventa les.
- L'articolo indeterminativo è identico all'italiano e spagnolo: un (maschile) > una (femminile)

### Il maschile e femminile e passaggio di genere (nomi e aggettivi); il singolare e plurale; il diminutivo
Il catalano ha due numeri (singolare e plurale) e due generi (maschile e femminile) marcati con la morfologia attaccata alla radice della parola eccetto in dei casi (e.g. i nomi non contabili, come "latte", e le parole che nel passaggio di genere mutano in radice, e.g. padre > madre). Il passaggio di genere è possibile nei nomi comuni di persona, inclusi i mestieri (e.g. il professore > la professoressa).
Di base, i nomi maschili singolari finiscono in consonante e si mutano al femminile aggiungendo -a, e.g. el professor > la professora. Questo principio si ritrova pure negli aggettivi variabili. 
I nomi invariabili finiscono sia al maschile che al femminile in -a, come in spagnolo e italiano, e.g. el dentista > la dentista, ma il genere si riconosce proprio dall'articolo determinativo e indeterminativo (sia al singolare che al plurale). Gli aggettivi invariabili, come in altre lingue romanze, finiscono in -il (e.g. facile, difficile > fàcil, difícil) e in cedilla -ç (e.g. felice > feliç).
Il plurale dei nomi, come in spagnolo e francese, di base, si forma aggiungendo la -s al maschile (e.g. el clima > els climas). Nel secondo caso, i nomi maschili in -ç, -s e in -ex al plurale mutano in -ços, -sos e -xos, cioè presentano -os (e.g. el braç > els braços; el gas > els gasos; el complex > els complexos). Nel terzo caso, i nomi in -ís in più subiscono la mutazione dell'accento acuto in una dieresi/umlaut/tréma: e.g. el país > els països: presentano -ïsos.
Quanto ai nomi femminili al plurale, quelli in -a mutano in -es (e.g. la gata, la profesora > les gates, les profesores). Quelli che finiscono in vocale accentata sia in pronuncia che in ortografia (il caso tipico è l'analogo del suffisso italiano -iòne), subiscono l'aggiunta di -ns e la caduta ortografica dell'accento, e.g. la solució > les solucions. Questo caso particolare comunque è difficile da sbagliare siccome funziona come l'italiano, spagnolo e francese (semplicemente, al singolare la -n è caduta).
Questi lineamenti base valgono pure per gli aggettivi. In più, se finiscono in vocale, semplicemente si aggiunge -a. Si ricorda anche che alcuni sono invariabili in genere, ma variabili in numero: alcuni esempi sono molt > molta, cru > crua, generós > generosa (attenzione alla caduta ortografica dell'accento nella vocale dell'ultima sillaba); dolç > dolços, fàcil > fàcils, molt > molts, generós > generosos (ancora una volta cade in ortografia l'accento). Le uniche tre eccezioni sono:
- gli aggettivi in -t, in cui la /t/ subisce una sonorizzazione marcata pure in ortografia -at > -ada (plurale -ats > -ades), e.g. educat > educada; educats > educades, oppure benvingut > benvinguda; benvinguts > benvingudes.
- l'aggettivo "blu", blau > blava; blaus > blaves.
- l'aggettivo "giallo", groc > groga; grocs > groges (cioè la /k/ si sonorizza in /g/ e la mutazione si segnala pure in ortografia).

Il diminutivo si esprime con il suffisso -et (> -ets), femminile -eta (> -etes).

## Pronomi

### Pronomi e aggettivi dimostrativi (deissi prossimale e distale)
| Deittico spaziale | Traduzione | Genere    |
| ----------------- | ---------- | --------- |
| Aquest            | Questo     | maschile  |
| Aquests           | Questi     | maschile  |
| Aquesta           | Questa     | femminile |
| Aquestes          | Queste     | femminile |
| Aquell            | Quello     | maschile  |
| Aquells           | Quelli     | maschile  |
| Aquella           | Quella     | femminile |
| Aquelles          | Quelle     | femminile |

### I gradi dell'aggettivo: comparativo di maggioranza, uguaglianza e minoranza; superlativo relativo e assoluto
- Il comparativo di maggioranza si ottiene con la copula "essere" seguito dalla struttura més [aggettivo] que X.
- Il comparativo di uguaglianza si ottiene invece con la struttura tan [aggettivo] com X.
- Il comparativo di minoranza si ottiene infine con la struttura menys [aggettivo] que X.
- Il superlativo relativo si rende con la copula seguita da el/els/la/les més [aggettivo] de l'/de la [gruppo/cerchia]. L'articolo giusto deriva dal singolo caso. In alternativa, se non è nome del predicato, allora il superlativo relativo chiaramente è el/els/la/les [nome di riferimento] més [aggettivo] de l'/de la [gruppo/cerchia].
- Il superlativo assoluto, se non si rende con avverbi come "molto, estremamente" (molt, estremament) seguito dall'aggettivo, si ottiene con il suffisso -íssim (-íssima) > -íssims (-íssimes) tale per, cui se è presente una vocale a fine parola, essa cade.

### Pronomi personali e pronomi deboli
I pronomi deboli si usano come complemento di termine dopo il soggetto (e.g. dammi) e come oggetto diretto prima del verbo (e.g. lui m'avvisa, lui mi chiama). In quelli oggetto diretto, esiste una doppia versione al singolare: si mette un apostrofo (per un'antica caduta di vocale) se il verbo inizia per vocale.
| Pronome soggetto    | Traduzione                                 | Pronome debole (c. termine) | Pronome debole (c. oggetto)     |
| ------------------- | ------------------------------------------ | --------------------------- | ------------------------------- |
| Jo                  | Io                                         | ... me, ...'m               | m'...; em ...                   |
| Tu                  | Tu                                         | ... te                      | t'...; et ...                   |
| Ell; Ella; Vostè    | Lui/egli; lei/ella; Sua Signoria (formale) | ... lo/la                   | l'...; lo/la ...; li (form.)... |
| Nosaltres           | Noi                                        | ... nos                     | ens ...                         |
| Vosaltres           | Voi                                        | ... vos                     | et ... [vos]                    |
| Ells; Elles; Vostès | Essi/esse/loro; Lorsignori (formale)       | ... los/les                 | els/les ...                     |

Nosaltres e vosaltres si possono paragonare allo spagnolo "nosotros, vosotros", al dialetto veneto "noialtri, voialtri" e al dialetto siciliano "n(u)a(n)tri, v(u)atri". Per rendere il complemento di vantaggio (e.g. "L'ho fatto per te, lavoro per lui"), si usano i pronomi soggetto (solo "jo" cambia con "mi", e.g. per mi, per tu...).

### Pronomi e aggettivi possessivi
Gli aggettivi possessivi possono avere l'articolo determinativo davanti, come in italiano e contrariamente al francese e spagnolo. Come in spagnolo e portoghese, alla terza persona singolare e plurale non c'è distinzione, ma per evitare ambiguità, si può usare la dicitura per esteso.
| Vocabolo                                              | Plurale                  | Traduzione                     |
| ----------------------------------------------------- | ------------------------ | ------------------------------ |
| (el) meu > (la) meva                                  | (els) meus > (les) meves | mio, mia; miei, mie            |
| (el) teu > (la) teva                                  | (els) teus > (les) teves | tuo, tua; tuoi, tue            |
| (el) seu/vostè > (la) seva [de ell/ella, de vostè]    | (els) seus > (les) seves | suo, sua; suoi, sue            |
| (el) nostre > (la) nostra                             | (els/les) nostres        | nostro, nostra; nostri, nostre |
| (el) vostre > (la) vostra                             | (els/les) vostres        | vostro, vostra; vostri, vostre |
| (el) seu/vostè > (la) seva [de ells/elles, de vostès] | (els) seus > (les) seves | loro [di esso/a; di essi/e]    |

### Pronomi/aggettivi indefiniti e espressioni simili
| Pronome                   | Traduzione                   |
| ------------------------- | ---------------------------- |
| Tot el...; toda l'/la...  | Tutto..., tutta...           |
| Tots els...; totes les... | Tutti..., tutte...           |
| Alguns..., algunes        | Alcuni..., alcune...         |
| Una mica de/d'...         | Un po' di...                 |
| Cap...                    | Nessun(o)..., nessuna...     |
| Tothom                    | Tutti (quanti)               |
| Ningú                     | Nessuno                      |
| Algú                      | Qualcuno                     |
| Tot                       | Tutto                        |
| Res                       | Niente                       |
| Alguna cosa               | Qualcosa                     |
| Cadascun                  | Ciascuno/ognuno              |
| D'alguna manera           | In qualche modo              |
| Amb algú                  | Con qualcuno                 |
| A algú                    | A qualcuno                   |
| Per algú                  | Da/per qualcuno              |
| Enlloc                    | Da nessuna parte ("nowhere") |
| En algun lloc             | Da qualche parte             |
| Pertot arreu              | Ovunque                      |

## Preposizioni e esclamazioni

### Preposizioni semplici e articolate
| Preposizione | Significato                                                                 |
| ------------ | --------------------------------------------------------------------------- |
| a            | in/a... (c. termine, stato in luogo, moto a luogo, c. di tempo determinato) |
| de           | di... (c. specificazione, c. argomento)                                     |
| entre X i Y  | tra X e Y                                                                   |
| per          | per/da... (c. vantaggio, c. fine/scopo, c. d'agente e di causa efficiente)  |
| fins a       | fino a...                                                                   |
| amb          | con.. (c. di compagnia e unione, c. di mezzo)                               |
| des de       | da...                                                                       |
| en           | in... (c. stato in luogo, c. di tempo)                                      |
| a través de  | attraverso...                                                               |
| sense        | senza...                                                                    |
| capa         | in direzione di...                                                          |
| davant (da)  | davanti a...                                                                |
| darrere (de) | dietro a... (vedi francese "derrière")                                      |

Dalla tabella, si evince che in catalano non si esiste una distinzione come in spagnolo tra "por" e "para": "per/da" si rendono con un'unica preposizione.
Quanto alle preposizioni articolate (preposizione +articolo determinativo, e.g. "di +il" > del), in catalano con quello determinativo ne esistono solo quattro: de +el > del; de +els > dels, a cui si aggiunge per +el > pel; per +els > pels. Negli altri casi, non si forma nessuna contrazione, e.g. de l', de la, de les. Con l'articolo indeterminativo, come in italiano colloquiale, si ottengono de +un > d'un; de +una > d'una.

### Esclamazioni/interiezioni
Alcune esclamazioni che si possono sentire in catalano sono "Ah! Oh! Ai (dolore)! Ei (cioè "Ehi!")! Ui! Ep! Apa! Vaja (wow!)", mentre altre più elaborate sono "Quina +nome!" (e.g. Quina sorpresa!) e "Que +aggettivo!" (e.g. Que difícil! Que bella que és aquesta ciutat!). Per dire "Pronto" al telefono, si usa "Digui!", mentre per dire "Che?" quando non si capisce si usa "Què? Eh?".

## Frasi interrogative e i connettivi

### Domande in catalano e pronomi/avverbi interrogativi
Le domande in catalano si formano con la sola intonazione crescente e con l'aggiunta di un solo punto di domanda a fine frase (contrariamente allo spagnolo, in cui il punto esclamativo e di domanda compaiono a inizio e fine frase ribaltati l'uno rispetto all'altro): non sono presenti inversioni enfatiche e simili. Laddove sono presenti pronomi interrogativi (e quindi non domande dirette che prevedono di default una risposta breve), il pronome è a inizio frase, come in tutte le lingue romanze, e.g. che cosa scrivi? Què estàs escrivint? Infine, esiste pure la question tag colloquiale affiancata alla frase in forma non interrogativa, che in catalano è "..., oi?" (...giusto?) oppure "..., no?" (...no?) in base al fatto che si chiede la smentita o conferma, e.g. Tu sei catalano, no? Ets català, no?
Quanto ai pronomi interrogativi, che non subiscono variazioni se usati nelle affermazioni/constatazioni (eccetto uno, "perché"), essi sono:
| Vocabolo                | Traduzione                           |
| ----------------------- | ------------------------------------ |
| Qui?                    | Chi                                  |
| Què?                    | Cosa                                 |
| Quan?                   | Quando                               |
| On?                     | Dove [latino "unde"] [francese "où"] |
| Com?                    | Come                                 |
| Per què...? (Perquè...) | Perché? (Perchè...)                  |
| A qui?                  | A chi                                |
| De qui?                 | Di chi                               |
| De què?                 | Di cosa                              |
| Amb qui?                | Con chi                              |
| Amb què?                | Con cosa                             |
| Quant de temps?         | Da quanto                            |
| Quant(a)?               | Quanto/a                             |
| Quants? Quantes?        | Quanti/e                             |
| Per qui?                | Da chi                               |
| Per què?                | Da cosa                              |
| Per qui?                | Per chi                              |
| Per què?                | Per cosa                             |
| Quin(a)?                | Quale?                               |
| Quins? Quines?          | Quali?                               |

"Chi", contrariamente allo spagnolo e come l'italiano e francese, ha una sola forma, mentre in spagnolo ha il singolare e il plurale ("quien > quienes"). "Quale", contrariamente all'italiano, è variabile in genere.

### I connettivi principali
| Connettivo                        | Traduzione                         |
| --------------------------------- | ---------------------------------- |
| i                                 | e                                  |
| o                                 | o/oppure                           |
| però                              | però/ma                            |
| malgrat això                      | comunque/malgrado ciò              |
| de totes maneres                  | comunque [anyway]                  |
| a propòsit                        | a proposito                        |
| perquè                            | perchè...                          |
| no només... sinó que també...     | non solo... ma inoltre...          |
| per tant; com a conseqüència, ... | dunque/pertanto; di conseguenza... |
| per contra                        | di contro, [nuovo soggetto]        |
| al contrari                       | al contrario, [smentita]           |
| a més                             | in più                             |
| primer de tot                     | innanzitutto/prima di tutto,       |
| concloure                         | in conclusione                     |
| al final                          | alla fine                          |

## Introduzione al sistema verbale
I verbi in catalano sono composti da radice verbale e suffisso, tale per cui con la morfologia il verbo si coniuga per ogni pronome personale. Il catalano ha tre coniugazioni: verbi in -ar (1°, il gruppo più grosso), verbi in -er/re (2°), verbi in -ir (3°), come in altre lingue romanze. La coniugazione si ottiene osservando l'infinito, che è anche la forma base dei verbi nel dizionario. Si ricorda che, in pronuncia, la -r dell'infinito cade. Alcuni verbi sono irregolari (per esempio, se ne trovano svariati nella seconda coniugazione) e, durante la coniugazione, in alcune persone subiscono una mutazione della radice verbale.
Il catalano ha il verbo "essere" (ser) come copula e ausiliare, il verbo avere come ausiliare (haver) e il verbo tenere come verbo principale che esprime il possesso (tenir), come, ad esempio, in spagnolo e pugliese (storicamente inteso). I tempi composti hanno l'ausiliare avere seguito dal participio passato (-ar > -at; -er/re > -ut; -ir > -it), mentre la diatesi passiva si ottiene con l'utilizzo dell'ausiliare essere. Alcuni participi sono irregolari, e.g. obrir > obert (aprire > aperto), come in italiano e spagnolo. Mentre in italiano e francese alcuni verbi prendono "essere" come ausiliare (e.g. "io ho mangiato" VS "io sono arrivato") siccome esiste una distinzione tra verbi inaccusativi e inergativi, in catalano (come pure in spagnolo e portoghese) non c'é: l'ausiliare è sempre "haver" (e-g- "io ho venuto, io ho arrivato").
Il catalano, come altre lingue romanze, può specificare se un'azione al presente è generica o abituale oppure è in fase di svolgimento (presente semplice VS presente continuato, e.g. io parlo VS io sto parlando). Il presente continuato si forma con il verbo "stare" (estar), che si può pensare come un verbo ancillare, un "appoggio", seguito dal gerundio (-ar > -ant, -er/re > -ent; -ir > -int). In sintesi, è quasi identico all'inglese (e.g. io sto dormendo > I am sleeping > Jo estic dormint) e si forma quasi come in spagnolo, portoghese (sia lusitano/europeo che brasiliano) e italiano: "io sto dormendo" (in portoghese brasiliano si rende come "io sto dormendo", mentre in quello lusitano come "io sto a dormire"). In latino medievale, si rendeva con il verbo essere e il participio, e.g. "io sono dormiente". Il verbo "estar" si usa non solo per tradurre "stare" e esprimere il presente continuato, ma nella parlata colloquiale di Valencia si usa anche per indicare lo stato in luogo al posto del verbo essere, e.g. "Sono a casa > sto in casa".
Per rendere "c'è, ci sono; c'era, c'erano; ci sarà, ci saranno", si usa "hi ha +oggetto/i" (non cambia pure se l'oggetto è al plurale), "hi avia +oggetto/i" (idem) e "hi haurà +oggetto/i" (idem). L'invariabilità del verbo esserci, che si rende con un utilizzo particolare di "avere" al singolare, è in comune con lo spagnolo e portoghese. Infine, il verbo "essere" è copula in un predicato nominale se si indica la professione, nome proprio e nazionalità (più lo stato in luogo, "Io sono qui"), ma in tutti gli altri casi (cioè se il nome del predicato è un aggettivo qualificativo, e.g. "io sono felice") si usa il verbo "stare", come in spagnolo e portoghese, e.g. "Jo estic content", letteralmente "io sto contento".

### Il verbo essere, avere, tenere e stare
Si offre qui sono la coniugazione al presente indicativo, passato remoto, imperfetto e futuro semplice dei quattro verbi principali. Alla prima persona del presente, il verbo finisce in -c, che nel catalano balearico può cadere.

#### Presente indicativo
| Pronome           | Essere (ser) | Avere (haver) | Tenere (tenir) | Stare (estar) |
| ----------------- | ------------ | ------------- | -------------- | ------------- |
| Jo                | sóc          | he...         | tinc           | estic         |
| Tu                | ets          | has...        | tens           | estàs         |
| Ell/Ella; Vostè   | és           | ha...         | té             | està          |
| Nosaltres         | som          | h(av)em...    | tenim          | estem         |
| Vosaltres         | sou          | h(av)eu...    | teniu          | esteu         |
| Els/Elles; Vostès | són          | han...        | tenen          | estan         |

#### Passato remoto
| Pronome           | Essere (ser) | Avere (haver) | Tenere (tenir) | Stare (estar) |
| ----------------- | ------------ | ------------- | -------------- | ------------- |
| Jo                | fui          | haguí         | tinguí         | estiguí       |
| Tu                | fores        | hagueres      | tingueres      | estingueres   |
| Ell/Ella; Vostè   | fou          | haguí         | tingué         | estigué       |
| Nosaltres         | fórem        | haguérem      | tinguérem      | estiguérem    |
| Vosaltres         | fóreu        | haguéreu      | tinguéreu      | estiguéreu    |
| Els/Elles; Vostès | foren        | hagueren      | tingueren      | estigueren    |

#### Imperfetto
| Pronome           | Essere (ser) | Avere (haver) | Tenere (tenir) | Stare (estar) |
| ----------------- | ------------ | ------------- | -------------- | ------------- |
| Jo                | era          | havia         | tenia          | estava        |
| Tu                | eres         | havies        | tenies         | estaves       |
| Ell/Ella; Vostè   | era          | havia         | tenia          | estava        |
| Nosaltres         | érem         | havíem        | teníem         | estàvem       |
| Vosaltres         | éreu         | havíeu        | teníeu         | estaves       |
| Els/Elles; Vostès | eren         | havien        | tenien         | estaven       |

#### Futuro semplice
| Pronome           | Essere (ser) | Avere (haver) | Tenere (tenir) | Stare (estar) |
| ----------------- | ------------ | ------------- | -------------- | ------------- |
| Jo                | seré         | hauré         | tindré         | estaré        |
| Tu                | seràs        | hauràs        | tindràs        | estaràs       |
| Ell/Ella; Vostè   | serà         | haurà         | tindrà         | estarà        |
| Nosaltres         | serem        | haurem        | tindrem        | estarem       |
| Vosaltres         | sereu        | haureu        | tindreu        | estareu       |
| Els/Elles; Vostès | seran        | hauran        | tindran        | estaran       |

### Tre esempi di verbi regolari coniugati all'indicativo
Per dare un'idea di come funzioni la coniugazione dei verbi in catalano, si offre la coniugazione al presente semplice, presente continuato, passato remoto, imperfetto e futuro semplice di due verbi regolari e di uno irregolare di tre coniugazioni diverse: parlare, bere, dormire (parler, beure, dormir). "Beure", come svariati altri verbi della seconda coniugazione, è irregolare, quindi va in parte imparato a memoria (come già accennato, in delle persone la radice beu- muta. Per la precisione, alla prima persona si registrano sempre mutazioni).

#### Presente indicativo e continuato
| Pronome           | parlar | beure | dormir | presente continuato                  |
| ----------------- | ------ | ----- | ------ | ------------------------------------ |
| Jo                | parlo  | bec   | dormo  | estic parlant/bevent/dormint         |
| Tu                | parles | beus  | dorms  | parles; estàs parlant/bevent/dormint |
| Ell/Ella; Vostè   | parla  | beu   | dorm   | parla; està parlant/bevent/dormint   |
| Nosaltres         | parlem | bevem | dormim | parlem; estem parlant/bevent/dormint |
| Vosaltres         | parleu | beveu | dormiu | parleu; esteu parlant/bevent/dormint |
| Els/Elles; Vostès | parlen | beuen | dormen | parlen; estan parlant/bevent/dormint |

#### Passato remoto
| Pronome           | parlar   | beure    | dormir   |
| ----------------- | -------- | -------- | -------- |
| Jo                | parlí    | beguí    | dormí    |
| Tu                | parlares | begures  | dormires |
| Ell/Ella; Vostè   | parlà    | begué    | dormí    |
| Nosaltres         | parlàrem | beguérem | dormírem |
| Vosaltres         | parlàreu | beguéreu | dormíreu |
| Els/Elles; Vostès | parlaren | begueren | dormiren |

#### Imperfetto
| Pronome           | parlar   | beure  | dormir  | +estar                         |
| ----------------- | -------- | ------ | ------- | ------------------------------ |
| Jo                | parlava  | bevia  | dormia  | estava parlant/bevent/dormint  |
| Tu                | parlaves | bevies | dormies | estaves parlant/bevent/dormint |
| Ell/Ella; Vostè   | parlava  | bevia  | dormia  | estava parlant/bevent/dormint  |
| Nosaltres         | parlàvem | bevíem | dormíem | estàvem parlant/bevent/dormint |
| Vosaltres         | parlàveu | bevíeu | dormíeu | estaves parlant/bevent/dormint |
| Els/Elles; Vostès | parlaven | bevien | dormien | estaven parlant/bevent/dormint |

#### Futuro semplice
| Pronome           | parlar   | beure  | dormir   | +estar                         |
| ----------------- | -------- | ------ | -------- | ------------------------------ |
| Jo                | parlaré  | beuré  | dormiré  | estaré parlant/bevent/dormint  |
| Tu                | parlaràs | beuràs | dormiràs | estaràs parlant/bevent/dormint |
| Ell/Ella; Vostè   | parlarà  | beurà  | dormirà  | estarà parlant/bevent/dormint  |
| Nosaltres         | parlarem | beurem | dormirem | estarem parlant/bevent/dormint |
| Vosaltres         | parlareu | beureu | dormireu | estareu parlant/bevent/dormint |
| Els/Elles; Vostès | parlaran | beuran | dormiran | estaran parlant/bevent/dormint |

#### Imperativo
- (Tu) Parla! Beu! Dorm!

- (Vosaltres) Parleu! Beveu! Dormiu!

## Vocaboli base in catalano

### Convenevoli e simili espressioni fisse e diffuse
I convenevoli, siccome sono espressioni formulaiche che cambiano in toto o in parte da una lingua all'altra, si imparano a memoria e mettendoli in coppia con la risposta. Altre espressioni indicate sono molto diffuse, fisse e utili, e.g. "aiuto!".
| Convenevoli/espressioni                                             | Traduzione                                         |
| ------------------------------------------------------------------- | -------------------------------------------------- |
| Hola!                                                               | Ciao!                                              |
| Hola Carles!                                                        | Ciao Carles!                                       |
| Hola a tothom!                                                      | Ciao a tutti/e!                                    |
| Bon dia (a tothom)!                                                 | Buongiorno (a tutti)! (formale)                    |
| Bon dia senyor Contreras!                                           | Buongiorno, signor Contreras!                      |
| Encantat de coneixe't/conèixer-te!                                  | Piacere di conoscerti/conoscervi                   |
| Benvingut a Espanya!                                                | Benvenuto/i/a/e in Spagna!                         |
| Benvingut a Catalunya/ Benvingut a les Illes Balears!!              | Benvenuto in Catalogna/nelle Isole Baleari!        |
| Benvinguts a tothom a Barcelona!                                    | Benvenuti a tutti a Barcellona!                    |
| Molt (de) temps sense veure!                                        | Non ci vediamo da tanto tempo!                     |
| Com estàs (avui)?                                                   | Come stai (oggi)?                                  |
| Tot està bé?                                                        | Tutto bene?                                        |
| Estic bé, gràcies.                                                  | Sto bene, grazie.                                  |
| Què passa?                                                          | Come butta? Che c'è di nuovo? (What's up?)         |
| (Moltes) gràcies                                                    | (Molte) grazie.                                    |
| Ets benvingut.                                                      | Di niente.                                         |
| Adéu!                                                               | Arrivederci! Addio!                                |
| Et veig després!                                                    | A più tardi! / Ci vediamo dopo!                    |
| Ens veiem demà (al matí)                                            | Ci vediamo domani (mattina)!                       |
| Ens veiem a la propera!                                             | Alla prossima!                                     |
| Ens veiem el dilluns!                                               | Ci vediamo lunedì!                                 |
| Ho sento (molt).                                                    | Scusa (tantissimo)                                 |
| Que vagi de gust! opp. Que aprofiti! opp. Gaudeix del teu menjar!   | Buon appetito!                                     |
| Enhorabona (pels vostres esforços)                                  | Congratulazioni (per il tuo impegno)!              |
| Disculpi'm senyor, ...                                              | Scusi signore, ... [per attirare l'attenzione]     |
| Bona tarda!                                                         | Buon pomeriggio!                                   |
| Bon vespre!                                                         | Buonasera                                          |
| Bona nit!                                                           | Buonanotte (e sogni d'oro)                         |
| Quina hora es?                                                      | Che ore sono?                                      |
| Quina és la data d'avui?                                            | Che giorno è oggi?                                 |
| Com et dius?                                                        | Come ti chiami?                                    |
| Quin és el teu número de telèfon?                                   | Qual è il tuo numero di telefono?                  |
| Quants anys tens?                                                   | Quanti anni hai?                                   |
| Si us plau, em podríeu donar la vostra adreça?                      | Per favore, potresti dirmi il tuo indirizzo?       |
| Si us plau, em podríeu donar la vostra adreça de correu electrònic? | Per favore, potresti dirmi il tuo indirizzo email? |
| Podria dir-me on és X?                                              | Per favore, potrebbe dirmi dove è X?               |
| Estimat Carles, ...                                                 | Caro Carles, ...                                   |
| Benvolguda Senyora Contreras, ...                                   | Cara signora Contreras, ...                        |
| Feliç aniversari (a tu)!                                            | Buon compleanno!                                   |
| Bon viatge (a tothom)!                                              | Buon viaggio (a tutti)!                            |
| Bon any nou (a tothom)!                                             | Buon anno nuovo (a tutti)!                         |
| Cap problema!                                                       | Nessun problema!                                   |
| Sí                                                                  | Sì                                                 |
| No                                                                  | No                                                 |
| Ajuda (si us plau)!                                                 | Aiutami (per favore)!                              |
| Tinc (molta) gana                                                   | Ho (molta) fame                                    |
| Tinc (molta) set                                                    | Ho (molta) sete                                    |
| Tinc (molt de) fred                                                 | Ho (molto) freddo                                  |
| Estic ferit                                                         | Sono ferito                                        |
| No parlo molt bé el català.                                         | Non parlo benissimo il catalano                    |
| Com es diu X en català?                                             | Come si dice X in catalano?                        |
| Parles una mica espanyol/anglès?                                    | Parli un pochino di inglese/spagnolo?              |
| Com et puc ajudar? Necessites ajuda?                                | Come posso aiutarti? Hai bisogno di aiuto?         |

### Nomi comuni di persona (e.g. mestieri) e il plurale
(Al singolare, viene inserito l'articolo indeterminativo per distinguere "a/an", mentre l'articolo determinativo "the" non presenta difficoltà siccome è invariabile a priori)
| Vocabolo (maschile)                                               | Vocabolo (femminile)                               | Traduzione                                                          |
| ----------------------------------------------------------------- | -------------------------------------------------- | ------------------------------------------------------------------- |
| el professor > els professors                                     | la professora > les professores                    | il professore                                                       |
| l’empleat > els empleats                                          | l’empleada > les empleades                         | l'impiegato                                                         |
| el secretari > els secretaris                                     | la secretària > les secretàries                    | il segretario (di uffici o grandi istituzioni)                      |
| el bibliotecari > els bibliotecaris                               | la bibliotecària > les bibliotecàries              | il bibliotecario                                                    |
| l’actor > els actors                                              | l'actriu (irr.) > les actrius                      | l'attore                                                            |
| el metge > els metges                                             | la metgessa (irr.) > les metges                    | il medico                                                           |
| l’advocat > els advocats                                          | l’advocada > les advocades                         | l'avvocato                                                          |
| el gerent > els gerents                                           | la gerent > les gerentes                           | il manager/gestore                                                  |
| el conseller delegat > els consellers delegats                    | la consellera delegada > les conselleres delegades | il CEO                                                              |
| l'escriptor > els escriptors                                      | l’escriptora > les escriptores                     | lo scrittore                                                        |
| el periodista > els periodistes                                   | la periodista > les periodistes                    | il giornalista                                                      |
| el músic > els músics                                             | la música > les músiques                           | il musicista (lett. "il musico")                                    |
| el youtuber > els youtubers                                       | la youtuber > les youtubers                        | lo youtuber                                                         |
| el director > els directors                                       | la directora > les directores                      | direttore; regista                                                  |
| el policia > els policies                                         | la policia > ?                                     | il poliziotto                                                       |
| el jutge > els jutges                                             | la jutgessa (irr.) > les jutges                    | il giudice                                                          |
| el químic > els químics                                           | la química > les químiques                         | il chimico                                                          |
| el dentista > els dentistes                                       | la dentista > les dentistes                        | il dentista                                                         |
| el veterinari > els veterinaris                                   | la veterinària > les veterinàries                  | il veterinario                                                      |
| el caixer > els caixers                                           | la caixera > les caixeres                          | il cassiere                                                         |
| l’entrenador > els entrenadors                                    | l’entrenadora > les entrenadores                   | l'allenatore (vedi inglese "trainer")                               |
| el polític > els polítics                                         | la política > les polítiques                       | il politico                                                         |
| el camperol > els camperols                                       | la camperola > les camperoles                      | il contadino                                                        |
| el bomber > els bombers                                           | la bombera > les bomberes                          | il pompiere                                                         |
| el gigolò > els gigolos                                           | la prostituta > les prostitutes                    | il gigolò, la prostituta                                            |
| el narcotraficant > els narcotraficants                           | la narcotraficant > les narcotraficantes           | il trafficante/lo spacciatore                                       |
| el sacerdot > els sacerdots                                       | la monja > les monges (!!!)                        | il prete; la monaca/suora                                           |
| l’electricista > els electricistes                                | la electricista > les electricistes                | l'elettricista                                                      |
| el turista > els turistes                                         | la turista > les turistes                          | il turista                                                          |
| el traductor > els traductors                                     | la traductora > les traductores                    | il traduttore                                                       |
| el pintor > els pintors                                           | la pintora > les pintores                          | il pittore                                                          |
| l’escultor > els escultors                                        | l'escultora > les escultores                       | lo scultore                                                         |
| el tècnic > els tècnics                                           | la tècnica > les tècniques                         | il tecnico                                                          |
| el treballador > els treballadors                                 | la treballadora > les treballadores                | il lavoratore                                                       |
| el carnisser > els carnissers                                     | la carnissera > les carnisseries                   | il macellaio                                                        |
|                                                                   | la fruiteria > les fruiteries                      | il fruttivendolo                                                    |
| l’artesà > els artesans                                           | l'artesà femení > les artesanes                    | l'artigiano                                                         |
| el venedor > els venedors                                         | la venedora > les venedores                        | il venditore                                                        |
| l’empresari > els empresaris                                      | l’emprenedora > les emprenedores                   | l'imprenditore/impresario                                           |
| el desenvolupador > els desenvolupadors                           | la desenvolupadora > les desenvolupadores          | lo sviluppatore                                                     |
| el sastre > els sastres                                           | la sastrera > les sastres                          | il sarto                                                            |
| el soldat > els soldats                                           | la soldada > les soldades                          | il soldato                                                          |
| el conductor > els conductors                                     | la conductora > les conductores                    | l'autista/il conducente                                             |
| el barman > els barmans                                           | ?                                                  | il barman                                                           |
| el perruquer > els perruquers                                     | la perruquera > les perruqueries                   | il parrucchiere                                                     |
| el xef > els xefs                                                 | la xef > les xefs                                  | il cuoco/lo chef                                                    |
| el cambrer > els cambrers                                         | la cambrera > les cambreres                        | il cameriere                                                        |
| l'arquitecte > els arquitectes                                    | l'arquitecta > les arquitectes                     | l'architetto                                                        |
| l’enginyer > els enginyers                                        | l'enginyera > les enginyeres                       | l'ingegnere                                                         |
| l’erudit > els erudits                                            | l’erudita > les erudites                           | lo studioso                                                         |
| el científic > els científics                                     | la científica > les científiques                   | lo scienziato                                                       |
| l'estudiant > els estudiants                                      | l’estudiant > les estudiants                       | lo studente                                                         |
| els aturats > els aturats                                         | l'aturata > les aturades                           | il disoccupato                                                      |
| l'home > els homes                                                | la dona > les dones                                | l'uomo > la donna                                                   |
| el nen > els nens                                                 | -                                                  | il bambino                                                          |
| el marit > els marits                                             | l'esposa > les esposes                             | il marito > la moglie                                               |
| el noi > els nois (l'avorriment) [l’adolescent > els adolescents] | la noia > les noies [-]                            | il ragazzo > la ragazza (la noia) [l'adolescente > gli adolescenti] |
| el xicot > els xicots                                             | la xicota > les xicotes                            | il fidanzato > la fidanzata                                         |
| el vell > els vells                                               | la vella > les velles                              | l'anziano/il vecchio > l'anziana/la vecchia                         |
| el pare > els pares                                               | la mare > les mares                                | il padre > la madre                                                 |

### Stati principali e demonimi
Sono indicati sotto alcuni stati principali e i relativi demonimi.
| Stato                     | Traduzione stato e popolo                  | Nome della capitale (italiano)        |
| ------------------------- | ------------------------------------------ | ------------------------------------- |
| Mèxic                     | Messico > i messicani                      | Città del Messico                     |
| Brasil                    | Brasile > i brasiliani                     | Brasilia                              |
| Portugal                  | Portogallo > i portoghesi                  | Lisbona [portoghese: Lisboa]          |
| Itàlia                    | Italia > gli italiani                      | Roma                                  |
| Alemanya                  | Germania > i tedeschi                      | Berlino                               |
| França                    | Francia > i francesi                       | Parigi                                |
| Bèlgica                   | Belgio > i belgi                           | Bruxelles                             |
| Luxemburg                 | Lussemburgo > i lussemburghesi             | Lussemburgo                           |
| Espanya                   | Spagna > gli spagnoli                      | Madrid                                |
| Romania                   | Romania > i romeni/rumeni                  | Bucarest [romeno: București]          |
| Grècia                    | Grecia > i greci                           | Atene                                 |
| Anglaterra [Regne Unit]   | Inghilterra > gli inglesi [il Regno Unito] | Londra                                |
| Irlanda                   | Irlanda > gli irlandesi                    | Dublino                               |
| Estats Units d'Amèrica    | Stati Uniti d'America > gli statunitensi   | Washington (Distretto di Columbia)    |
| Canadà                    | Canada > i canadesi                        | Ottawa                                |
| Rússia                    | Russia > i russi                           | Mosca [russo: Moskva]                 |
| Aràbia Saudita            | Arabia Saudita > i sauditi                 | Riad [arabo: Riyaad]                  |
| Emirats Àrabs Units       | gli Emirati Arabi Uniti > gli emiratini    | Abu Dhabi [arabo: 'Abuu Zabiyy]       |
| Indonèsia                 | Indonesia > gli indonesiani                | Jakarta/Giacarta                      |
| Filipines                 | Filippine > i filippini                    | Manila                                |
| Austràlia                 | Australia > gli australiani                | Canberra                              |
| Nova Zelanda              | Nuova Zelanda > i neozelandesi             | Wellington                            |
| República Popular de Xina | Repubblica Popolare Cinese > i cinesi      | Pechino/Beijing (hanzi: 北京 Beijing) |
| Japó                      | Giappone > i giapponesi                    | Tokyo (kanji: 東京)                   |
| Corea del Sud             | Corea del Sud > i sudcoreani               | Seul (hanja: 首尔)                    |
| Vietnam                   | Vietnam > i vietnamiti                     | Hanoi (chu' Nom: 河内)                |
| Índia                     | India > gli indiani                        | Nuova Delhi                           |
| Pakistan                  | Pakistan > i pakistani/pachistani          | Islamabad                             |
| Bangladesh                | Bangladesh > i bengalesi                   | Dhaka                                 |
| Turquia                   | Turchia > i turchi                         | Ankara                                |
| Nigèria                   | Nigeria > i nigeriani                      | Abuja                                 |
| Etiòpia                   | Etiopia > gli etiopi                       | Addis Abeba                           |
| Tanzània                  | Tanzania > i tanzani                       | Dodoma                                |
| Sud-Àfrica                | Sudafrica > i sudafricani                  | Pretoria                              |

### Aggettivi base (esclusi i colori) e il plurale
| Vocabolo (maschile)          | Vocabolo (femminile)         | Traduzione        |
| ---------------------------- | ---------------------------- | ----------------- |
| bonic > bonics               | bonica > boniques            | bello (oggetti)   |
| bonic > bells                | guapa > guapes               | bello (persone)   |
| bon > bons                   | bona > bones                 | carino; buono     |
| lleig > lletjos              | lletja > lletges             | brutto            |
| malvat > malvats             | malvada > malvades           | cattivo; malvagio |
| saborós > saborosos          | saborosa > saboroses         | buono/gustoso     |
| repugnant > repugnants       | repugnant > repugnants       | disgustoso        |
| insípid > insípids           | insípida > insípides         | insipido          |
| alt > alts                   | alta > altes                 | alto              |
| baix > baixos                | baixa > baixes               | basso)            |
| llarg > llargs               | llarga > llargues            | lungo             |
| curt > curta                 | curts > curtes               | corto             |
| gran > grans                 | gran > grans                 | grande/grosso     |
| enorme > enormes             | enorme > enormes             | enorme            |
| petit > petits               | petita > petites (irr.)      | piccolo           |
| sòlid > sòlids               | sòlida > sòlides             | solido            |
| líquid > líquids             | líquida > líquides           | liquido           |
| dur > durs                   | dura > dures                 | duro/difficile    |
| suau > suaus                 | suau > suaus                 | morbido           |
| dolç > dolços                | dolça > dolces               | dolce             |
| salat > salats               | salada > salades             | salato            |
| amarg > amargs               | amarga > amargues            | amaro             |
| picant > picants             | picant > picants             | piccante          |
| fàcil > fàcils               | fàcil > fàcils               | facile            |
| difícil > difícils           | difícil > difícils           | difficile         |
| calent > calents             | calenta > calentes           | caldo/sexy        |
| fred > freds                 | freda > fredes               | freddo            |
| sexy                         | sexy                         | sensuale/sexy     |
| gruixut > gruxuts            | gruixuda > gruixudes         | spesso            |
| dens > densos                | densa, denses                | denso             |
| tímid > tímids               | tímida > tímides             | timido            |
| intel·ligent > intel·ligents | intel·ligent > intel·ligents | intelligente      |
| estúpid > estúpids           | estúpida > estúpides         | stupido           |
| ràpid > ràpids               | ràpida > ràpides             | veloce            |
| lent > lents                 | lenta > lentes               | lento             |
| enfadat > enfadats           | enfadada > enfadades         | arrabbiato        |
| trist > tristos              | trista > tristes             | triste            |
| feliç > feliços              | feliç > felices              | felice/allegro    |
| prim > prims                 | prima > primes               | magro; sottile    |
| gros > grossos               | grossa > grosses             | grasso            |
| ric > rics                   | rica > riques                | ricco             |
| pobre > pobres               | pobra > pobres               | povero            |
| nou > nous                   | nova > noves                 | nuovo             |
| innovador > innovadors       | innovadora > innovadores     | innovativo        |
| vell > vells                 | vella > velles               | vecchio           |

### Avverbi di frequenza e espressioni di frequenza; generalità sugli avverbi di modo
Gli avverbi di modo sono una parte del discorso invariabile e finiscono in -ment, il che li rende molto riconoscibili., e.g. ràpidament (rapidamente). Si possono mettere in fondo alla frase. Quelli di frequenza si possono mettere a inizio frase.
| Avverbio                                      | Traduzione                                           |
| --------------------------------------------- | ---------------------------------------------------- |
| sempre                                        | sempre                                               |
| gairebé sempre                                | quasi sempre                                         |
| (molt) sovint                                 | (piuttosto/molto) spesso                             |
| de vegades; de tant en tant                   | qualche volta/talvolta/ogni tanto; di tanto in tanto |
| poques vegades                                | raramente                                            |
| gairebé mai                                   | quasi mai                                            |
| mai                                           | mai                                                  |
| un cop al dia/per setmana/al mes/a l'any      | una volta al giorno/settimana/mese/l'anno            |
| dos cops al dia                               | due volte al giorno                                  |
| tres cops al dia                              | tre volte al giorno                                  |
| quotidià; cada setmana/cap de setmana/mes/any | ogni giorno; ogni settimana/weekend/mese/anno        |

### Numeri cardinali in catalano
I numeri in catalano funzionano in modo piuttosto meccanico e quelli da 0 a 20 inclusi vanno imparati a memoria, insieme alle decine e alle migliaia. L'illustrazione generica sul funzionamento dei numeri arriva fino ai trilioni. Solo dal 21 al 29 è presente una congiunzione a separare la decina dall'unità. In più, se è unità, "un" si riduce in "-u" (tutti gli altri sono identici) se il numero è in isolamento (ma non nelle centinaia, in cui è "un"); se invece è affiancato da un nome, l'unità "uno" come in spagnolo e portoghese si accorda in genere ed è "-un, -una". Nelle centinaia, i numeri sono separati da un trattino. Nella tabella, viene indicato come "-u(n..., -una...)" per ricordare come esistano due versioni, cioè quella con numero in isolamento e affiancato da nome. Le unità si separano dalla decina con un trattino/hyphen. Il trilione in catalano si può rendere con la parola "biliardo", mentre il miliardo si rende con la parola "miliardo" o con la dicitura per esteso "mille milioni", molto diffusa e tale per cui "due miliardi, dieci miliardi, cento miliardi" > duemila milioni, diecimila milioni, centomila milioni; un trilione > un biliardo ("trilione" si usa invece in portoghese).
| Numero (in cifre)   | Lettura (in inglese)                    |
| ------------------- | --------------------------------------- |
| 0                   | zero                                    |
| 1                   | un                                      |
| 2                   | dos                                     |
| 3                   | tres                                    |
| 4                   | quatre                                  |
| 5                   | cinc                                    |
| 6                   | sis                                     |
| 7                   | set                                     |
| 8                   | vuit                                    |
| 9                   | nou (anche "nuovo")                     |
| 10                  | deu (Déu: "Dio")                        |
| 11                  | onze                                    |
| 12                  | dotze                                   |
| 13                  | tretze                                  |
| 14                  | catorze                                 |
| 15                  | quinze                                  |
| 16                  | setze                                   |
| 17                  | disset                                  |
| 18                  | divuit                                  |
| 19                  | dinou                                   |
| 20                  | vint                                    |
| 21                  | vint-i-u(n..., -una...)                 |
| 22                  | vint-i-dos                              |
| 23                  | vint-i-tres                             |
| 24                  | vint-i-quatre                           |
| 25                  | vint-i-cinc                             |
| 26                  | vint-i-sis                              |
| 27                  | vint-i-set                              |
| 28                  | vint-i-vuit                             |
| 29                  | vint-i-nou                              |
| 30                  | trenta                                  |
| 31                  | trenta-u(n..., -una...)                 |
| 32                  | trenta-dos                              |
| 40                  | quaranta                                |
| 41                  | quaranta-u(n..., -una...)               |
| 50                  | cinquanta                               |
| 51                  | cinquanta-u(n..., -una...)              |
| 60                  | seixanta                                |
| 61                  | seixanta-u(n..., -una...)               |
| 70                  | setanta                                 |
| 71                  | setanta-u(n..., -una...)                |
| 80                  | vuitanta [francese svizzero "huitante"] |
| 81                  | vuitanta-u(n..., -una...)               |
| 90                  | noranta [francese svizzero "nonante"]   |
| 91                  | noranta-u(n..., -una...)                |
| 100                 | cent                                    |
| 101                 | cent u(n..., una...) [niente hyphen]    |
| 102                 | cent dos                                |
| 103                 | cent tres                               |
| 104                 | cent quatre                             |
| 105                 | cent cinc                               |
| 106                 | cent sis                                |
| 107                 | cent set                                |
| 108                 | cent vuit                               |
| 109                 | cent nou                                |
| 110                 | cent deu                                |
| 111                 | cent onze                               |
| 112                 | cent dotze                              |
| 120                 | cent vint                               |
| 121                 | cent vint-i-un(a)                       |
| 122                 | cent vint-i-dos                         |
| 130                 | cent trenta                             |
| 131                 | cent trenta-un(a)                       |
| 140                 | cent quaranta                           |
| 150                 | cent cinquanta                          |
| 160                 | cent seixanta                           |
| 170                 | cent setanta                            |
| 180                 | cent vuitanta                           |
| 190                 | cent noranta                            |
| 200                 | dos-cents                               |
| 250                 | dos-cents cinquanta                     |
| 251                 | dos-cents cinquanta-un(a)               |
| 300                 | tres-cents                              |
| 400                 | quatre-cents                            |
| 500                 | cinc-cents                              |
| 600                 | sis-cents                               |
| 700                 | setcents                                |
| 800                 | vuit-cents                              |
| 900                 | nou-cents                               |
| 1000                | mil                                     |
| 1001                | mil i un                                |
| 1002                | mil dos                                 |
| 1003                | mil tres                                |
| 1010                | mil deu                                 |
| 1011                | mil onze                                |
| 1020                | mil vint                                |
| 1030                | mil trenta                              |
| 1100                | mil i cent                              |
| 1200                | mil dos-cents                           |
| 1250                | mil dos-cents cinquanta                 |
| 1300                | mil tres-cents                          |
| 1400                | mil quatre-cents                        |
| 1500                | mil cinc-cents                          |
| 1600                | mil sis-cents                           |
| 1700                | mil set-cents                           |
| 1800                | mil vuit-cents                          |
| 1900                | mil nou-cents                           |
| 2000                | dos mil                                 |
| 2500                | dos mil cinc-cents                      |
| 3000                | tres mil                                |
| 4000                | quatre mil                              |
| 5000                | cinc mil                                |
| 6000                | sis mil                                 |
| 7000                | set mil                                 |
| 8000                | vuit mil                                |
| 9000                | nou mil                                 |
| 10.000              | deu mil                                 |
| 10.001              | deu mil un(a)                           |
| 10.500              | deu mil cinc-cents                      |
| 15.000              | quinze mil                              |
| 20.000              | vint mil                                |
| 30.000              | trenta mil                              |
| 40.000              | quaranta mil                            |
| 50.000              | cinquanta mil                           |
| 60.000              | seixanta mil                            |
| 70.000              | setanta mil                             |
| 80.000              | vuitanta mil                            |
| 90.000              | noranta mil                             |
| 100.000             | cent mil                                |
| 100.001             | cent mil un(a)                          |
| 150.000             | cent cinquanta mil                      |
| 200.000             | dos-cents mil                           |
| 250.000             | dos-cents cinquanta mil                 |
| 300.000             | tres-cents mil                          |
| 400.000             | quatre-cents mil                        |
| 500.000             | cinc-cents mil                          |
| 600.000             | sis-cents mil                           |
| 700.000             | set-cents mil                           |
| 800.000             | vuit-cents mil                          |
| 900.000             | nou-cents mil                           |
| 1.000.000           | un milió                                |
| 1.000.001           | un milió i un(a)                        |
| 1.500.000           | un milió i cinc-cents mil               |
| 2.000.000           | dos milions                             |
| 3.000.000           | tres milions                            |
| 4.000.000           | quatre milions                          |
| 5.000.000           | cinc milions                            |
| 6.000.000           | sis milions                             |
| 7.000.000           | set milions                             |
| 8.000.000           | vuit milions                            |
| 9.000.000           | nou milions                             |
| 10.000.000          | deu milions                             |
| 11.000.000          | onze milions                            |
| 15.000.000          | quinze milions                          |
| 20.000.000          | vint milions                            |
| 25.000.000          | vint-i-cinc milions                     |
| 30.000.000          | trenta milions                          |
| 40.000.000          | quaranta milions                        |
| 50.000.000          | cinquanta milions                       |
| 60.000.000          | seixanta milions                        |
| 70.000.000          | setanta milions                         |
| 80.000.000          | vuitanta milions                        |
| 90.000.000          | noranta milions                         |
| 100.000.000         | cent milions                            |
| 150.000.000         | cent cinquanta milions                  |
| 200.000.000         | dos-cents milions                       |
| 300.000.000         | tres-cents milions                      |
| 400.000.000         | quatre-cents milions                    |
| 500.000.000         | cinc-cents milions                      |
| 600.000.000         | sis-cents milions                       |
| 700.000.000         | set-cents milions                       |
| 800.000.000         | vuit-cents milions                      |
| 900.000.000         | nou-cents milions                       |
| 1.000.000.000       | mil milions; un miliard                 |
| 1.500.000.000       | mil milions i cinc-cents milions        |
| 2.000.000.000       | dos mil milions; dos miliards           |
| 3.000.000.000       | tres mil milions                        |
| 4.000.000.000       | quatre mil milions                      |
| 5.000.000.000       | cinc mil milions                        |
| 6.000.000.000       | sis mil milions                         |
| 7.000.000.000       | set mil milions                         |
| 8.000.000.000       | vuit mil milions                        |
| 9.000.000.000       | nou mil milions                         |
| 10.000.000.000      | deu mil milions; deu miliards           |
| 15.000.000.000      | quinze mil milions                      |
| 20.000.000.000      | vint mil milions                        |
| 30.000.000.000      | trenta mil milions                      |
| 40.000.000.000      | quaranta mil milions                    |
| 50.000.000.000      | cinquanta milions                       |
| 60.000.000.000      | seixanta mil milions                    |
| 70.000.000.000      | setanta mil milions                     |
| 80.000.000.000      | vuitanta milions                        |
| 90.000.000.000      | noranta mil milions                     |
| 100.000.000.000     | cent mil milions; cent miliards         |
| 150.000.000.000     | cent cinquanta milions                  |
| 200.000.000.000     | dos-cents mil milions                   |
| 300.000.000.000     | tres-cents mil milions                  |
| 400.000.000.000     | quatre-cents mil milions                |
| 500.000.000.000     | cinc-cents mil milions                  |
| 600.000.000.000     | sis-cents mil milions                   |
| 700.000.000.000     | set-cents mil milions                   |
| 800.000.000.000     | vuit-cents mil milions                  |
| 900.000.000.000     | nou-cents mil milions                   |
| 1.000.000.000.000   | un bilió                                |
| 1.500.000.000.000   | un bilió i cinc-cents milions           |
| 2.000.000.000.000   | dos bilions                             |
| 3.000.000.000.000   | tres bilions                            |
| 4.000.000.000.000   | quatre bilions                          |
| 5.000.000.000.000   | cinc bilions                            |
| 6.000.000.000.000   | sis bilions                             |
| 7.000.000.000.000   | set bilions                             |
| 8.000.000.000.000   | vuit bilions                            |
| 9.000.000.000.000   | nou bilions                             |
| 10.000.000.000.000  | deu bilions                             |
| 15.000.000.000.000  | quinze bilions                          |
| 20.000.000.000.000  | vint bilions                            |
| 25.000.000.000.000  | vint-i-cinc bilions                     |
| 30.000.000.000.000  | trenta bilions                          |
| 40.000.000.000.000  | quaranta bilions                        |
| 50.000.000.000.000  | cinquanta bilions                       |
| 60.000.000.000.000  | seixanta bilions                        |
| 70.000.000.000.000  | setanta bilions                         |
| 80.000.000.000.000  | vuitanta bilions                        |
| 90.000.000.000.000  | noranta bilions                         |
| 100.000.000.000.000 | cent bilions                            |
| 150.000.000.000.000 | cent cinquanta bilions                  |
| 200.000.000.000.000 | dos-cents bilions                       |
| 300.000.000.000.000 | tres-cents bilions                      |
| 400.000.000.000.000 | quatre-cents bilions                    |
| 500.000.000.000.000 | cinc-cents bilions                      |
| 600.000.000.000.000 | sis-cents bilions                       |
| 700.000.000.000.000 | set-cents bilions                       |
| 800.000.000.000.000 | vuit-cents bilions                      |
| 900.000.000.000.000 | nou-cents bilions                       |